# 고려의 이슬람교
이 문서에서는 고려의 이슬람교에 대해 설명한다.
고려에서는 주로 고려인들보다는 외국인들이 이슬람교를 많이 믿었다. 당대 고려 기록에 따르면 1024년 고려 현종 15년 9월에 하산 라자를 포함한 100여 명의 무슬림들이 한반도에 도착했고, 다음 해에 또 다른 100여 명의 무슬림 상인들이 왔다고 한다. 이슬람 세계와 한반도 사이의 무역 관계는 15세기까지 이어지는 고려 왕조와 함께 지속되었다. 그 결과, 근동과 중앙아시아에서 온 많은 무슬림 상인들이 고려에 정착하였다. 중국의 후이족 출신의 일부 무슬림들도 고려에서 살았던 것으로 보인다.
원 간섭기에는 색목인들이 고려로 들어왔는데, 이 집단은 주로 중앙아시아 출신의 무슬림들로 구성되었다. 몽골 사회 질서에서 색목인은 몽골인들 바로 아래의 위치를 차지했고, 원나라 내에서 많은 영향력을 행사했다.
고려 최초의 무슬림인 라마단 빈 알라웃딘은 1349년에 사망했다.
무슬림이 주를 이루는 사람들과의 소규모 접촉은 안팎에서 계속되었다. 고려 후기에는 수도인 개경에 모스크가 있었는데, 이 사원의 문학적 의미는 '예궁'이었다.
고려에 온 이민자들 중 한 명은 원래 고려의 충렬왕과 결혼하기 위해 보내진 몽골 공주의 보좌관으로서 고려에 왔다. 고려 문서에 따르면 그의 원래 이름은 "삼가"였지만, 그가 고려에 귀화하기로 결정하자 왕은 그에게 장순룡이라는 한국 이름을 주었다. 장순룡은 고려인과 결혼했고 덕수 장씨의 시조가 되었다. 이는 한국에 정착한 또 다른 중앙아시아인의 후손들도 마찬가지로, 원나라 말기에 홍건적의 난이 일어났을 때, 설손이라는 이름의 중앙아시아인은 고려로 도망쳤다. 그 역시 고려인과 결혼하여 후대에 경주 설씨의 시조가 되었다.
소주 또한 고려로 온 무슬림들과 관련이 있는데, 몽골의 고려 침공 도중인 13세기경에 처음으로 소주가 증류되었다.  몽골인들은 1256년경 중앙아시아와 중동을 침략하면서 이슬람 세계에서 아라크를 증류하는 기술을 습득했고, 이 증류 기술이 나중에 고려인들에게 소개되어 개경 인근에 증류소가 세워졌다. 실제로, 개성을 둘러싼 지역에서 소주는 아락주로도 알려져 있다.